# San Bernardo (Akil)
San Bernardo es una localidad del municipio de Akil en Yucatán, México.

## Toponimia
El nombre (San Bernardo) hace referencia a Bernardo de Alcira.

## Localización
La población de San Bernardo se encuentra al sur de Akil.

## Demografía
Según el censo de 2005 realizado por el INEGI, la población de la localidad era de 39 habitantes, de los cuales 24 eran hombres y 15 eran mujeres.
| ?                           | ? | 39 |
| (Fuente: INEGI [Consultar]) |   |    |